# Jan Křtitel Kuchař
Jan Křtitel Kuchař (auch: Kucharž, Johann Baptist Kucharz, * 5. März 1751 in Choteč; † 18. Februar 1829 in Prag) war ein tschechischer Organist, Mandolinist  und Komponist.
Kuchař studierte bei Josef Seger in Prag und wirkte als Organist verschiedener Kirchen und später als Kapellmeister der Oper von Prag. Am 1. September 1790 trat er als Nachfolger von Johann Baptist Ignaz Wolf die Organistenstelle an der Strahower Stiftskirche an.
Er komponierte Opern, Ballette, Messen, Offertorien und Orgelwerke. Von ihm stammt auch der erste Klavierauszug von Wolfgang Amadeus Mozarts Oper Die Zauberflöte.